# 千丁町
千丁町（せんちょうまち）は、かつて熊本県八代郡にあった町。
2005年8月1日に、八代市、泉村、鏡町、坂本村、東陽村と合併し、新・八代市となったため廃止された。

## 歴史
- 1876年 - 南吉王丸村が吉王丸村に合併。北村、外牟田村、上士村が合併し大牟田村が成立。
- 1889年4月1日 - 町村制施行に伴い、八代郡古閑出村・新牟田村・吉王丸村・大牟田村が合併して千丁村が誕生。
- 1928年9月14日 - 昭和村が分立。
- 1976年9月1日 - 町制移行して千丁町となる。
- 2005年8月1日 - 泉村・坂本村・鏡町・東陽村とともに八代市と対等合併。八代市となる。

## 地域

### 教育

#### 中学校
- 千丁町立千丁中学校

#### 小学校
- 千丁町立千丁小学校

#### 幼稚園
- 千丁町立千丁幼稚園

## 交通

### 鉄道
- 九州旅客鉄道
  - 鹿児島本線：千丁駅

### 道路

#### 県道
主要地方道
- 熊本県道14号八代鏡宇土線
- 熊本県道42号八代鏡線

県道
- 熊本県道245号共栄千丁停車場線
- 熊本県道246号千丁停車場興善寺線　など

## 名所・旧跡・観光スポット・祭事・催事
- 吉王丸日吉神社 - 八代市千丁町吉王丸469
- 岩崎神社（肥後畳表の始祖・岩崎主馬忠久公を祀る） - 八代市千丁町太牟田上土374-1

## 出身著名人
- 巖虎寛一（1970年代に活躍した大相撲力士、最高位は前頭7枚目）
- しんじ（お笑い芸人）
- 園川一美（元プロ野球選手）